# Chondrostoma nasus
 Chondrostoma nasus és una espècie de peix cipriniforme de la família dels ciprínids que es troba als rius Rin i Danubi.
Els mascles poden assolir els 50 cm de longitud total.